# Alex Kendrick
Alexander "Alex" Kendrick (Athens (Georgia), 11 juni 1970) is een Amerikaanse acteur, filmregisseur, filmscenarist, filmproducent en baptistisch predikant. Hij staat bekend om het maken van christelijke films met zijn broers, zoals Facing the Giants, Fireproof, Courageous, War Room en Overcomer.
In 2002 richtte hij Sherwood Pictures op, een filmproductiebedrijf verbonden aan de Sherwood Baptist Church. Later, in 2013, richtte hij samen met zijn broer Stephen Kendrick de onafhankelijke studio Kendrick Brothers op.